# Прокарване под кила
Прокарване под кила (киловане) е наказание от епохата на ветроходните кораби, представляващо прокарването на човек с помощта на минаващи под кила въжета от борд до борд под дъното на кораба. Прокарването под кила често води до смърт на наказвания и е считано за равнозначно на смъртна присъда (екзекуция). Този вид наказание е използван още от древногръцките пирати.
Осъденият се качва на рея, спуска се надолу с главата във водата и помощта на въже се издърпва под кила на кораба от другата му страна. Наказанието се прави един, два или три пъти, в зависимост от тежестта на нарушението. Ако престъпника не се удави, има голяма вероятност да е толкова надран от бентоса, облепящ дъното на кораба, че скоро да умре от кръвотечението.
В руското законодателство наказанието прокаване под кила се споменава „Статиите на Крюйс“, предшественици на „Морски устав“ от 1720 г.